# Tân Tiến, Vị Thanh
Tân Tiến là một xã thuộc thành phố Vị Thanh, tỉnh Hậu Giang, Việt Nam.

## Địa lý
Xã Tân Tiến nằm ở về phía cực đông – nam, cách trung tâm thành phố Vị Thanh gần 10 km, có vị trí địa lý:
- Phía đông giáp xã Hỏa Lựu
- Phía tây giáp xã Hỏa Tiến
- Phía nam giáp huyện Long Mỹ
- Phía bắc giáp tỉnh Kiên Giang.

Xã Tân Tiến có diện tích 21,95 km², dân số năm 2020 là 7.060 người, mật độ dân số đạt 321 người/km².

## Hành chính
Xã Tân Tiến được chia thành 6 ấp: Mỹ Hiệp 1, Mỹ Hiệp 2, Mỹ Hiệp 3, Thạnh Quới 1, Tư Sáng, Thạnh Hòa 1.

## Lịch sử
Ngày 27 tháng 10 năm 2006, Chính phủ ban hành Nghị định số 124/2006/NĐ-CP về việc thành lập xã Tân Tiến trên cơ sở điều chỉnh 2.202,12 ha diện tích tự nhiên và 7.089 nhân khẩu của xã Hỏa Tiến.
Ngày 23 tháng 9 năm 2010, Chính phủ ban hành Nghị quyết số 34/NQ-CP về việc thành lập thành phố Vị Thanh thuộc tỉnh Hậu Giang. Xã Tân Tiến trực thuộc thành phố Vị Thanh.